# Розоцветные
Розоцве́тные (лат. Rosáles) — по современной классификации APG IV порядок цветковых растений, насчитывающий по состоянию на июнь 2024 года 9 семейств, 301 род и 10 914 ботанических видов. Порядок включается в вышестоящую кладу Фабиды, последовательно входящую в более крупные клады Розиды -> Суперрозиды -> Эвдикоты -> Цветковые растения.

## Ботаническое описание
Формы жизни у розоцветных: трава, деревья, кустарники. Плоды: многоорешек, многокостянка, сухая костянка, яблоко. Распространены везде, кроме арктических пустынь.
Плоды розоцветных сухие или сочные (листовки, коробочки, орешки, костянки, яблоки). В формировании плода у многих родов участвует разрастающийся гипантий, составляющий основу адаптивности плодов к различным агентам распространения. Семена без эндосперма.

## Классификация
В исторической литературе современному порядку Rosales соответствует вышедший из употребления таксон Rosiflorae. В зависимости от автора, этот таксон либо разделялся на три семейства (розанных (Rosaceae), миндальных или сливовых (Amygdalaceae) и яблонных (Pomaceae)), либо все эти три семейства группировались в семейство розанных.
Согласно генетическим исследованиям, проведённым группой APG, порядок Urticales (Крапивоцветные), выделяемый в классификации Кронквиста, на самом деле является частью Rosales. Кроме того, многие семейства, принадлежавшие по классификации Кронквиста к порядку Розоцветные, теперь перемещены в другие порядки.
В нижеприведённом списке семейств, причисляемых к порядку Rosales по классификации Кронквиста, в скобках указан современный порядок:
- Alseuosmiaceae (Asterales)
- Anisophylleaceae (Cucurbitales)
- Brunelliaceae (Oxalidales)
- Bruniaceae (семейство группы Euasterids II, окончательно не размещено)
- Byblidaceae (Lamiales)
- Cephalotaceae (Oxalidales)
- Chrysobalanaceae (Malpighiales)
- Columelliaceae (семейство группы Euasterids II, окончательно не размещено)
- Connaraceae (Oxalidales)
- Crassulaceae (Saxifragales)
- Crossosomataceae (семейство группы Rosids, окончательно не размещено)
- Cunoniaceae (Oxalidales)
- Davidsoniaceae (Cunoniaceae, Oxalidales)
- Dialypetalanthaceae (Rubiaceae, Gentianales)
- Eucryphiaceae (Cunoniaceae, Oxalidales)
- Greyiaceae (Melianthaceae, Geraniales)
- Grossulariaceae (Saxifragales)
- Hydrangeaceae (Cornales)
- Neuradaceae (Malvales)
- Pittosporaceae (Apiales)
- Rhabdodendraceae (Caryophyllales)
- Saxifragaceae (Saxifragales)
- Surianaceae (Fabales)

В современной системе APG IV (2016) в порядок включено 9 семейств:
1. Barbeyaceae — Барбеевые, монотипное с 1 родом Барбея и видом Барбея маслиновидная
2. Cannabaceae — Коноплёвые — 9 родов, 108 видов
3. Dirachmaceae — Дирахмовые, монотипное с 1 родом Дирахма и 2 видами
4. Elaeagnaceae — Лоховые — 3 рода, 110 видов
5. Moraceae — Тутовые — 42 рода, 1 290 видов
6. Rhamnaceae — Крушиновые — 61 род, 1 201 вид
7. Rosaceae — Розовыеtypus — 143 рода, 6 053 вида
8. Ulmaceae — Вязовые, или Ильмовые — 8 родов, 65 видов
9. Urticaceae — Крапивные — 60 родов, 2 106 видов

### Таксономическое положение
- Rosales  Bercht. & J. Presl, 1820, Prir. Rostlin 231

Порядок Розоцветные включается в вышестоящую кладу Фабиды, последовательно входящую в более крупные клады Розиды -> Суперрозиды -> Эвдикоты -> Цветковые растения. Таксономическая схема в соответствии с Системой APG IV по состоянию на июнь 2024 года:
|  |                          |  |                                   | порядок Розоцветные |  | 9 семейств |  | 301 род |  | 10 914 видов |
|  |                          |  |                                   | порядок Розоцветные |  | 9 семейств |  | 301 род |  | 10 914 видов |
|  | клада Цветковые растения |  |                                   |                     |  |            |  |         |  |              |
|  |                          |  |                                   |                     |  |            |  |         |  |              |
|  |                          |  | ещё 63 порядка цветковых растений |                     |  |            |  |         |  |              |
|  |                          |  |                                   |                     |  |            |  |         |  |              |

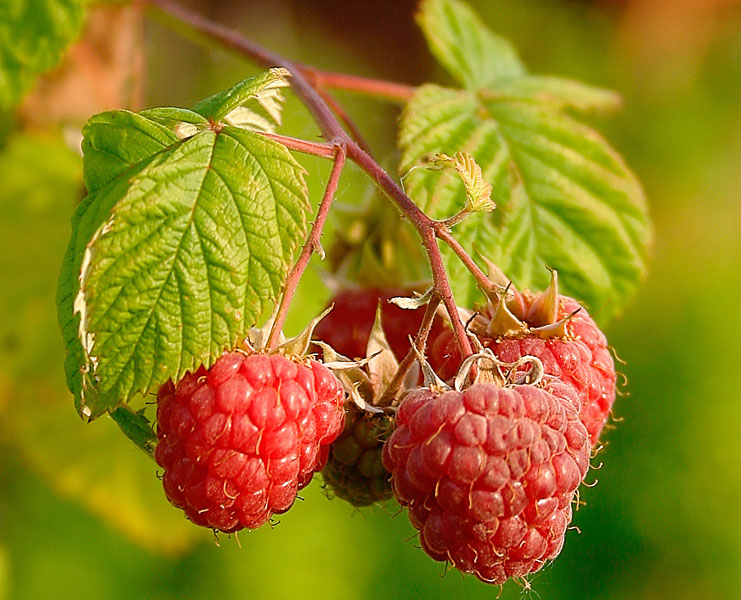
Плоды малины (Rubus idaeus)
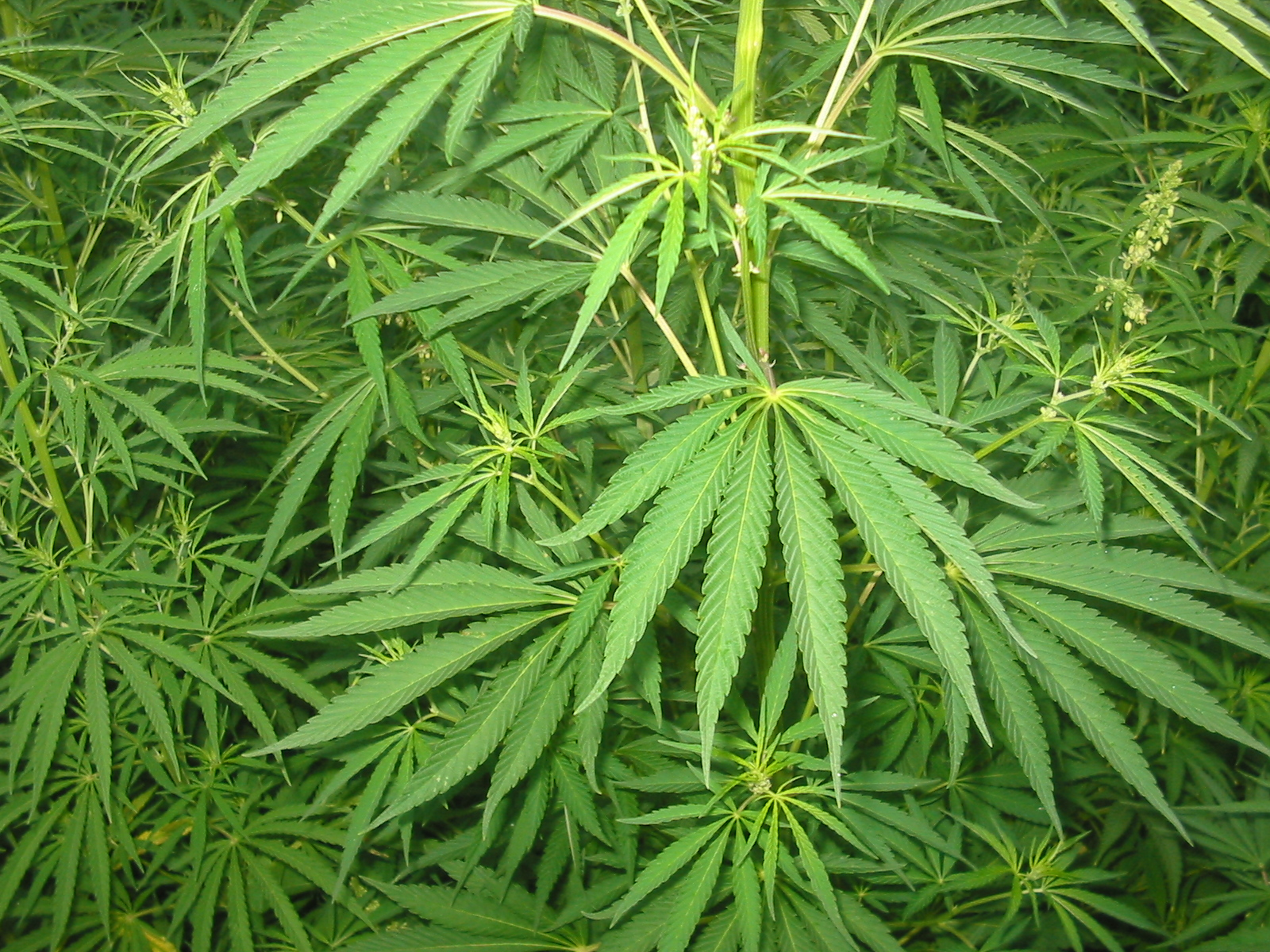
Листья конопли (Cannabis sativa)
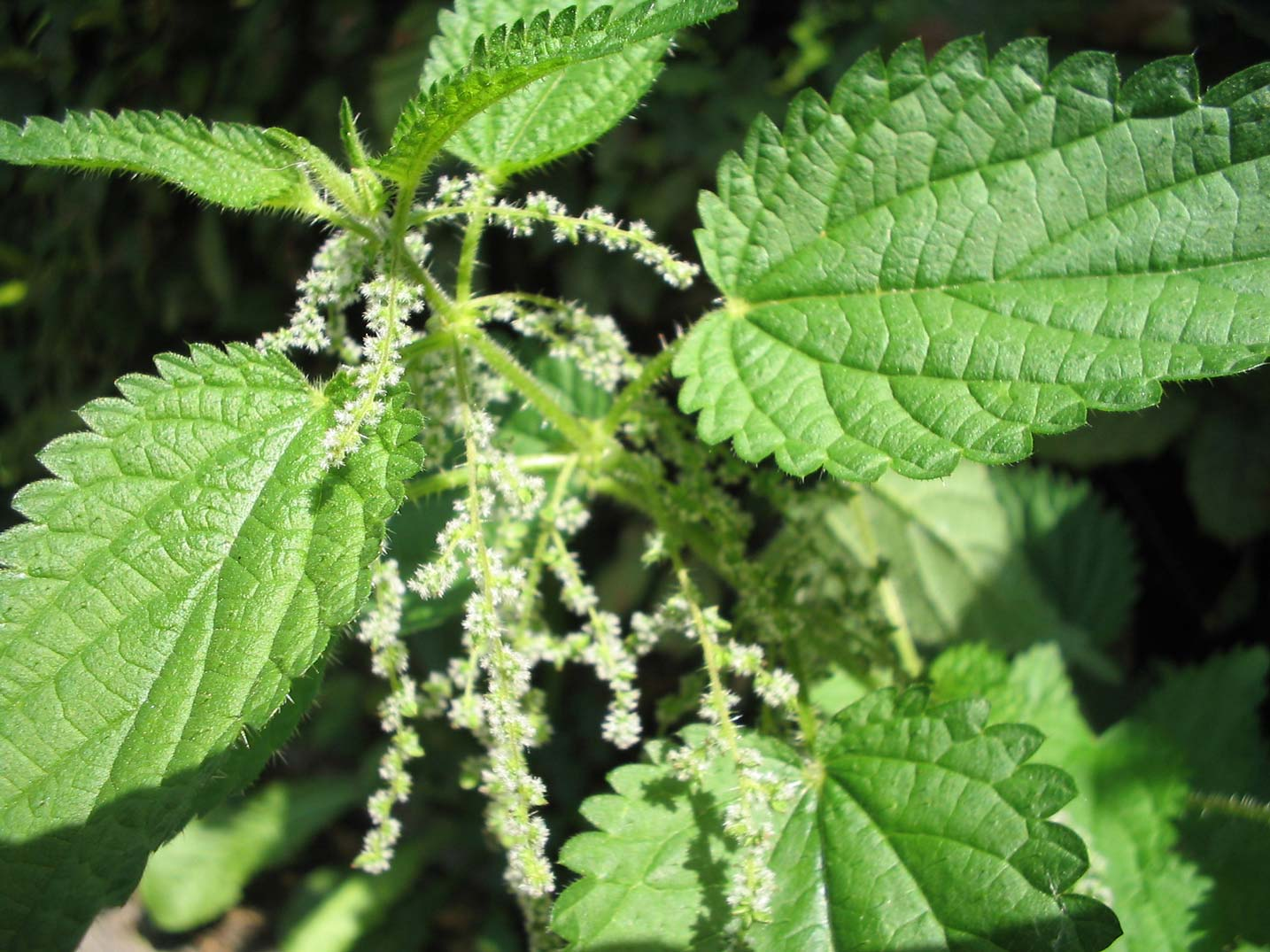
Цветущая крапива двудомная (Urtica dioica)
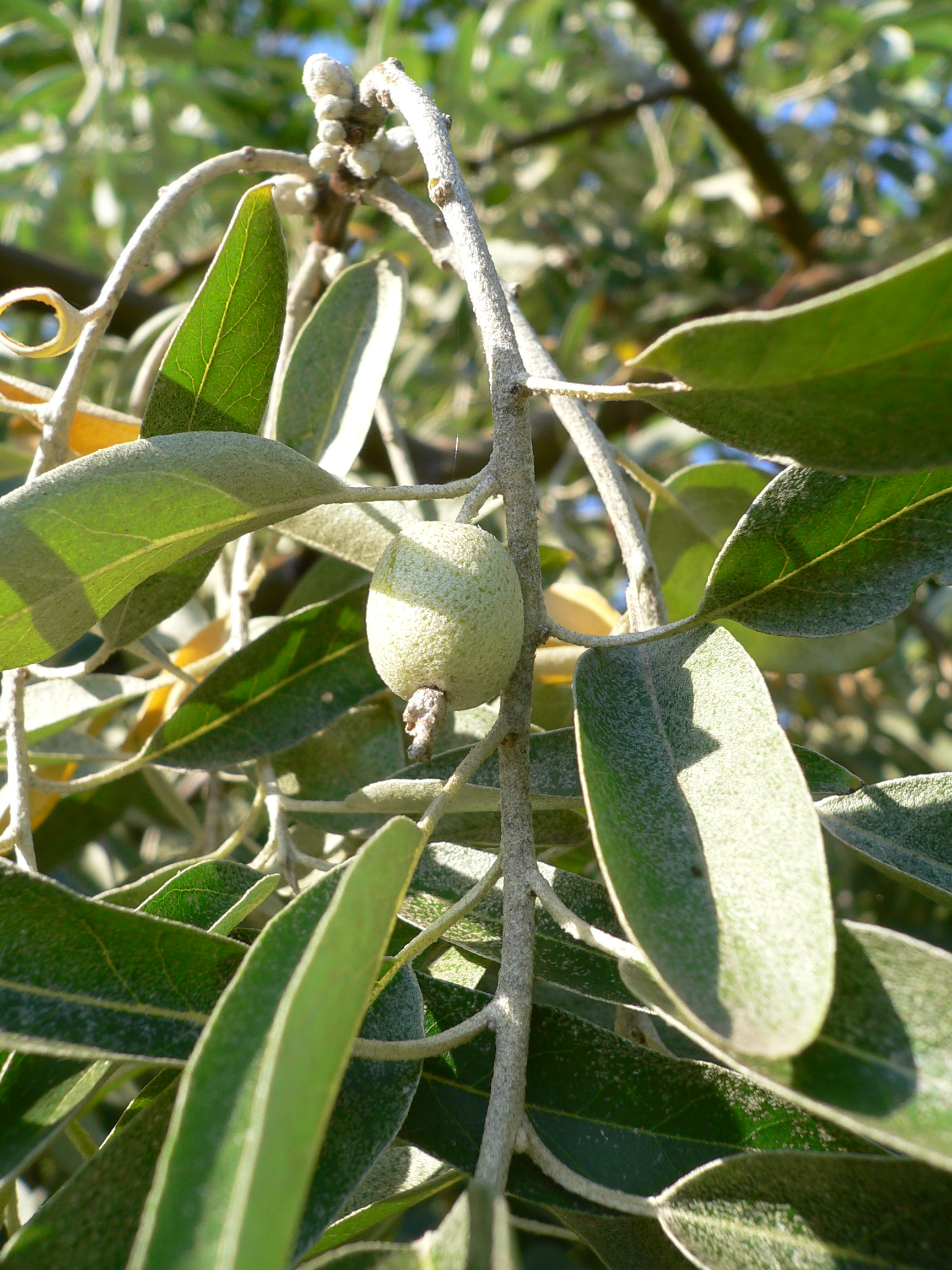
Плоды и листья лоха узколистного (Elaeagnus angustifolia)
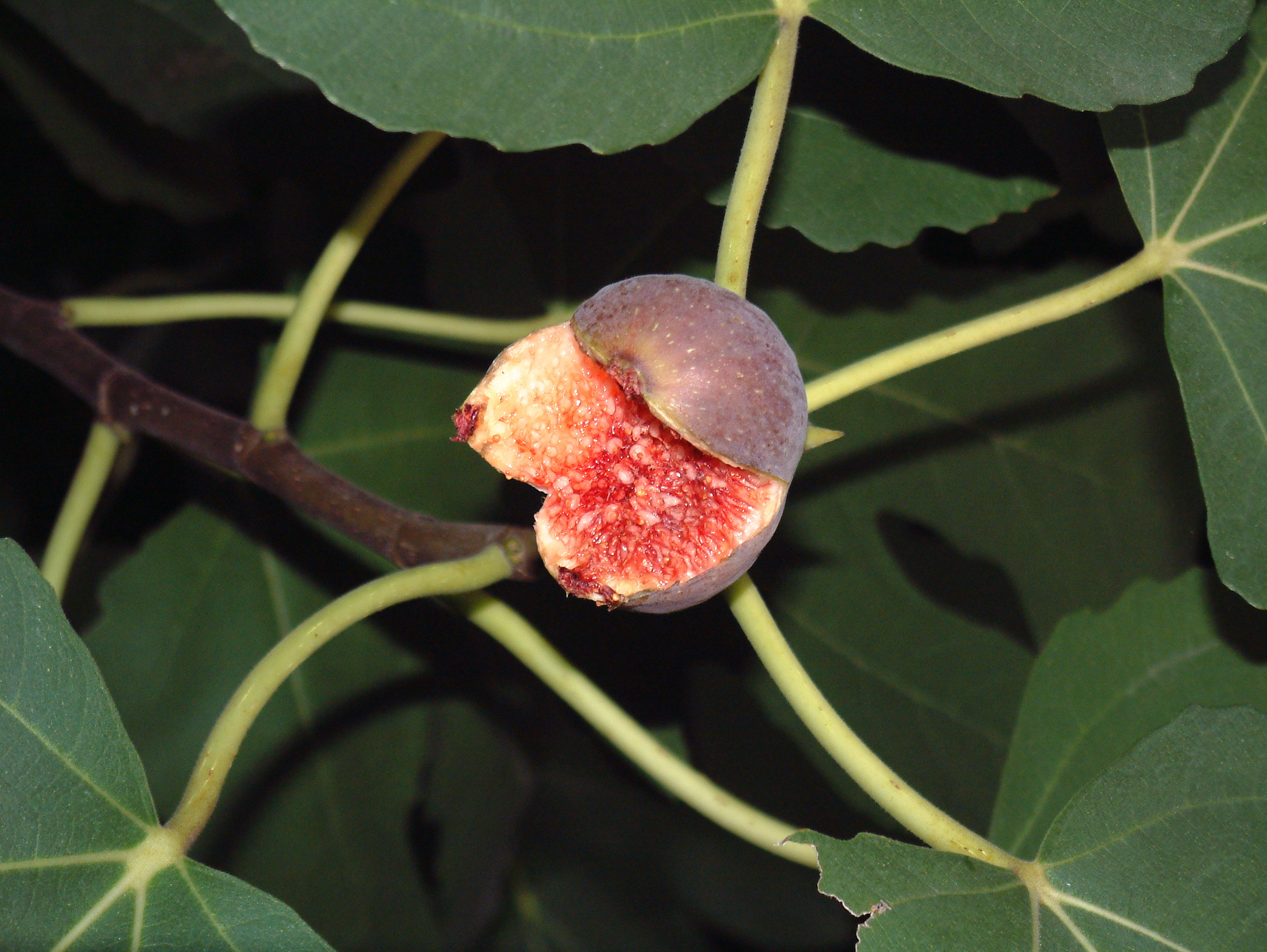
Инжир (Ficus carica)
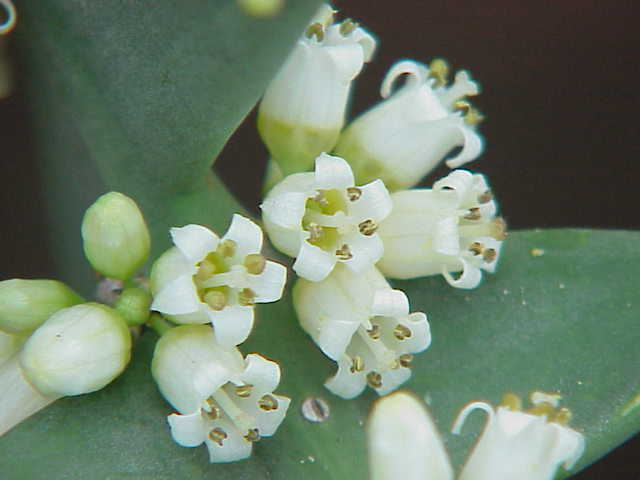
Цветки колеции крестовидной (Colletia cruciata)
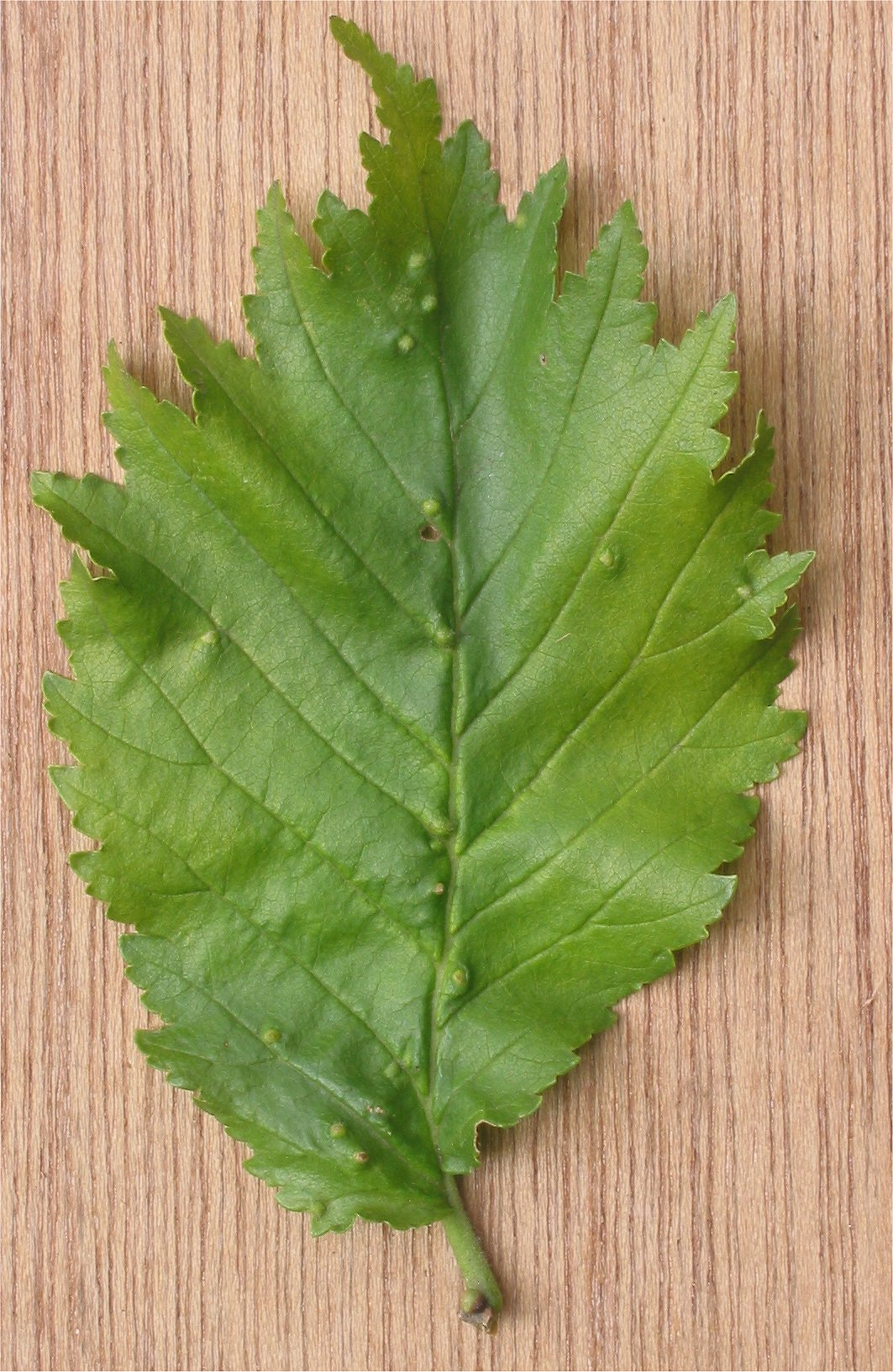
Лист вяза голландского (Ulmus hollandica)